# Air Carolina
A Air Carolina foi uma companhia aérea regional inicialmente baseada em Florence, Carolina do Sul.

## História
Em 1973, a Florence Airlines operava três voos regulares de passageiros e de carga entre Florence, Carolina do Sul e Charlotte, Carolina do Norte, com uma frota de um Aero Commander 500B e dois Piper Cherokee Sixes. Entre 1973 e 1976, eles também usaram um Piper Cherokee 140 para fins de treinamento dos pilotos.
No início de 1975, William E. Smith havia se tornado presidente da companhia aérea e acrescentado um Piper Cherokee Arrow à sua frota, mas o serviço foi reduzido para apenas dois voos ao dia entre Florence (Carolina do Sul) e Charlotte (Carolina do Norte).
Em 30 de março de 1975, a companhia aérea começou a se chamar "Air Carolina", e serviu as cidades de Atlanta, Geórgia, Greenwood, Carolina do Sul, Anderson, Carolina do Sul e Charlotte, Carolina do Norte, usando as aeronaves Piper Navajo Chieftains, Britten Norman Islander e um único De Havilland Canada DHC-6 Twin Otter.
Em 1981, o serviço de passageiros da Air Carolina operava entre Charlotte, Hickory, Carolina do Norte e Florença. Sua frota consistia então em dois Piper Navajo Chieftains, um Piper Navajo, um Piper Aztec, um Piper Seneca e um Piper Lance.
Em 1980 a Air Carolina foi incorporada na Atlantis Airlines.

## Frota
| Aeronaves                    | Quantidade | Período de operação |
| ---------------------------- | ---------- | ------------------- |
| Britten-Norman BN-2 Islander | 1          | 1978-1979           |